# Tre leggi di Clarke
Le tre leggi di Clarke sono tre adagi formulati dallo scrittore britannico Arthur C. Clarke (1917 – 2008).
1. «Quando un illustre ma anziano scienziato sostiene che qualcosa è possibile, ha quasi certamente ragione. Quando sostiene che qualcosa è impossibile, ha quasi certamente torto.»
2. «L'unica maniera per scoprire i limiti del possibile è avventurarsi poco al di là di essi nell'impossibile.»
3. «Qualunque tecnologia sufficientemente avanzata è indistinguibile dalla magia.»

La terza legge è divenuta particolarmente famosa e ha ispirato un gran numero di varianti e corollari, tra cui per esempio l'ultima legge di Shermer.